# Детская Новая волна 2013
Де́тская Но́вая волна́ 2013 (англ. New Wave Junior 2013; латыш. 2013. gada Jaunais Vilnis) — шестой ежегодный международный конкурс юных исполнителей популярной музыки «Детская Новая волна», финал которого проходил с 18 по 20 августа 2013 года в международном центре «Артек» в Крыму. Прямая трансляция фестиваля не осуществлялась, теле-версию конкурса телеканал «Россия-1» показал с 23 по 25 августа 2013 года.

## Участники
| Имя, Фамилия          | Страна      | 1-й день | 2-й день | Итог |
| --------------------- | ----------- | -------- | -------- | ---- |
| Суада Алекперова      | Азербайджан | 92       | 92       | 184  |
| Элина Чолахян         | Армения     | 94       | 92       | 186  |
| Зинаида Куприянович   | Беларусь    | 97       | 94       | 191  |
| Болат Батырбаев       | Казахстан   | 93       | 94       | 187  |
| Катрина Паула Диринга | Латвия      | 97       | 96       | 193  |
| Паулина Скрабите      | Литва       | 98       | 98       | 196  |
| Диана Хитарова        | Россия      | 98       | 98       | 196  |
| Софья Федорова        | Россия      | 96       | 96       | 192  |
| Влад Костарев         | Россия      | 93       | 93       | 186  |
| Прощай, молодость!    | Россия      | 92       | 88       | 180  |
| Сабина Мустаева       | Узбекистан  | 96       | 99       | 195  |
| София Тарасова        | Украина     | 98       | 99       | 197  |
| Назарий Стинянский    | Украина     | 95       | 98       | 193  |
| Шпроты                | Украина     | 97       | 96       | 193  |
| Мишель Бойко          | Израиль     | 91       | 91       | 182  |
| Ираклий Инцирквели    | Грузия      | 95       | 96       | 191  |

## Формат

### Ведущие
Ведущими конкурса вновь стали Лера Кудрявцева, Доминик Джокер, Иван Дорн, Кристина Светличная и Кристина Чакветадзе, София Долганова, София Лапшакова, Липа. Также к составу ведущих присоединились Павел Артёмов и Стас Костюшкин.

### Состав жюри
В состав жюри вошло 10 человек:
- Игорь Крутой (Председатель)
- Сергей Лазарев
- Джамала
- Ани Лорак
- Ирина Дубцова
- Вера Брежнева
- Тимур Родригез
- Константин Меладзе
- Юлия Савичева
- Алессандро Сафина

## Первый конкурсный день
| №  | Страна      | Исполнитель               | Песня                                     | Количество баллов | Место в конкурсном дне |
| -- | ----------- | ------------------------- | ----------------------------------------- | ----------------- | ---------------------- |
| 1  | Россия      | Влад Костарев             | «До свиданья, мама»                       | 93                | 6                      |
| 2  | Латвия      | Катрина Паула Диринга     | «The Greatest Love of All»                | 97                | 2                      |
| 3  | Казахстан   | Болат Батырбаев           | "«                                        | 93                | 6                      |
| 4  | Россия      | Софья Фёдорова            | „Я падаю в небо“                          | 96                | 3                      |
| 5  | Россия      | Диана Хитарова            | „Euphoria“                                | 98                | 1                      |
| 6  | Украина     | Назарий Стинянский        | „Марічка“                                 | 95                | 4                      |
| 7  | Азербайджан | Суада Алекперова          | „На большом воздушном шаре“               | 92                | 7                      |
| 8  | Армения     | Элина Чолахян             | „Hurt“                                    | 94                | 5                      |
| 9  | Литва       | Паулина Скрабите          | „Let It Be“                               | 98                | 1                      |
| 10 | Узбекистан  | Сабина Мустаева           | „По дороге на юг“                         | 96                | 3                      |
| 11 | Грузия      | Ираклий Инцирквели        | „Но зато мой друг лучше всех играет блюз“ | 95                | 4                      |
| 12 | Израиль     | Мишель Бойко              | „My Little Yellow Basket“                 | 91                | 8                      |
| 13 | Беларусь    | Зинаида Куприянович       | „Песня простая“                           | 97                | 2                      |
| 14 | Украина     | София Тарасова            | „Намалюю тобі зорі“                       | 98                | 1                      |
| 15 | Украина     | Группа „Шпроты“           | „Розпрягайте, хлопці, коней“              | 97                | 2                      |
| 16 | Россия      | Дуэт „Прощай, молодость!“ | „Ленинградский Рок-Н-Ролл“                | 92                | 7                      |

## Второй конкурсный день
| №  | Страна      | Исполнитель               | Песня               | Баллы     | Место в конкурсном дне |
| -- | ----------- | ------------------------- | ------------------- | --------- | ---------------------- |
| 1  | Казахстан   | Болат Батырбаев           | „Ангел“             | 94 балла  | 4                      |
| 2  | Израиль     | Мишель Бойко              | „Hallelujah“        | 91 балл   | 7                      |
| 3  | Грузия      | Ираклий Инцирквели        | „Где ты, милая“     | 96 баллов | 3                      |
| 4  | Россия      | Диана Хитарова            | „Замок из дождя“    | 98 баллов | 2                      |
| 5  | Россия      | Влад Костарев             | „Fashion girl“      | 93 балла  | 5                      |
| 6  | Украина     | Назарий Стинянский        | „Torna a Surriento“ | 98 баллов | 2                      |
| 7  | Узбекистан  | Сабина Мустаева           | „Smile“             | 99 баллов | 1                      |
| 8  | Армения     | Элина Чолахян             | „Veradardz“         | 92 балла  | 6                      |
| 9  | Россия      | Софья Федорова            | »"                  | 96 баллов | 3                      |
| 10 | Латвия      | Катрина Паула Диринга     | «Чарли»             | 96 баллов | 3                      |
| 11 | Россия      | Дуэт «Прощай, молодость!» | «Felicità»          | 88 баллов | 8                      |
| 12 | Беларусь    | Зинаида Куприянович       | «Я Твоя»            | 94 балла  | 4                      |
| 13 | Литва       | Паулина Скрабите          | «Meilė akla»        | 98 баллов | 2                      |
| 14 | Украина     | София Тарасова            | «Baby»              | 99 баллов | 1                      |
| 15 | Украина     | Группа «Шпроты»           | «Учат в школе»      | 96 баллов | 3                      |
| 16 | Азербайджан | Суада Алекперова          | «Azərbaycan»        | 92 балла  | 6                      |

## Победители
- 1-е место: София Тарасова (Украина)
- 2-е место: Паулина Скрабите (Литва)
- 2-е место: Диана Хитарова (Россия)
- 3-е место: Сабина Мустаева (Узбекистан)
- 4-6. Катрина Паула Диринга (Латвия)
- 4-6. Назарий Стинянский (Украина)
- 4-6. Шпроты (Украина)
- 7. Софья Федорова (Россия)
- 8-9. Зинаида Куприянович (Беларусь)
- 8-9. Ираклий Инцкирвели (Грузия)
- 10. Болат Батырбаев (Казахстан)
- 11-12. Элина Чолахян (Армения)
- 11-12. Влад Костарев (Россия)
- 13. Суада Алекперова (Азербайджан)
- 14. Мишель Бойко (Израиль)
- 15. Прощай, молодость (Россия)

## Программа фестиваля
В рамках концертной части конкурса на сцене выступили многие популярные российские и украинские артисты: дуэт Потап и Настя Каменских, Доминик Джокер, Иван Дорн, Полина Гагарина, Владимир Пресняков, Валерия, Джамала и многие другие.

## Интересные факты
- Это первый конкурс «Детская Новая волна», на котором одна из премий была поделена между участниками.